# NGC 3330
NGC 3330 (również OCL 806 lub ESO 168-SC11) – gromada otwarta znajdująca się w gwiazdozbiorze Żagla. Odkrył ją James Dunlop 29 kwietnia 1826 roku. Jest położona w odległości ok. 2,9 tys. lat świetlnych od Słońca.